# University of St Andrews
University of St Andrews – najstarszy szkocki uniwersytet (trzeci, po Oxford i Cambridge, w Wielkiej Brytanii). Został założony między 1410 i 1413 rokiem.
Uniwersytet znajduje się w St Andrews w szkockim hrabstwie Fife. Uczelnia w rankingach brytyjskich uniwersytetów zajmuje zwykle czołowe miejsca, według Guardian University Guide 2013 uniwersytet zajmował 4. miejsce w Wielkiej Brytanii. Kanclerzem Uniwersytetu jest polityk sir Menzies Campbell.

## Historia
Inny szkocki uniwersytet – University of Dundee, początkowo był częścią University of St Andrews, a niezależność uzyskał w 1967 roku.

## Znani absolwenci

### Władcy
- Jakub II – król Szkocji,

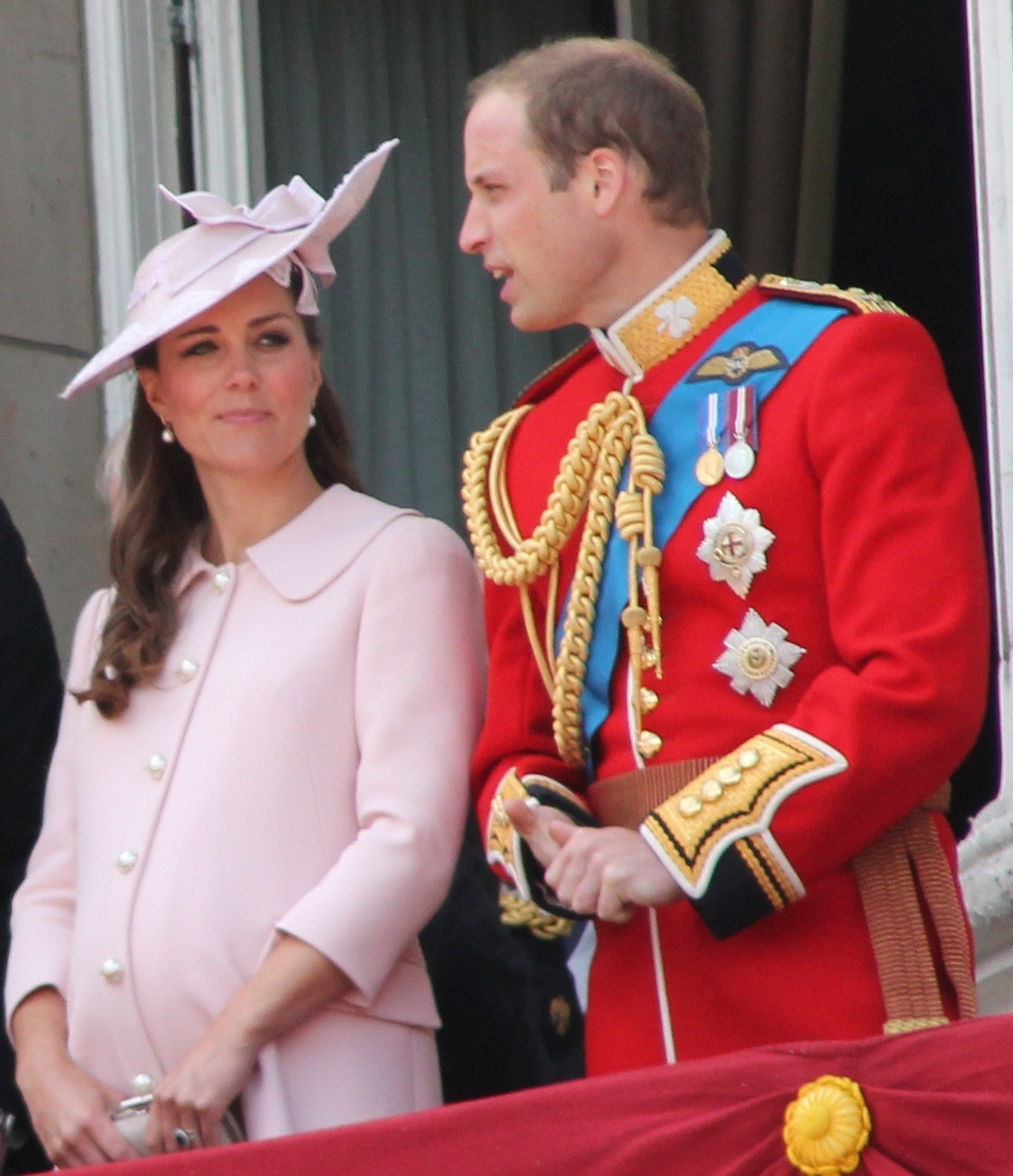
Książę i księżna Walii

- Wilhelm, książę Walii – następca tronu brytyjskiego,
- Katarzyna, księżna Walii – żona Wilhelma, księcia Walii,
- Zajid ibn Sultan Al Nahajjan, władca Emiratu Abu Zabi[4],
- James Robert Bruce Ogilvy – członek Brytyjskiej rodziny królewskiej, będący 44. w Linii sukcesji[5].

### Politycy
- John Hamilton-Gordon – brytyjski polityk,
- Malcolm Bruce – brytyjski liberał,
- Thomas Bruce – brytyjski dyplomata,
- Archibald Campbell – szef rządu szkockiego,
- John Campbell – brytyjski polityk i prawnik,
- Michael Forsyth – brytyjski polityk, minister w drugim rządzie Johna Majora,
- James Graham – szkocki szlachcic,
- Lord Lorne – Gubernator generalny Kanady
- John MacGregor – minister w rządach Margaret Thatcher i Johna Majora
- Jean-Paul Marat – francuski polityk czasów rewolucji francuskiej, dziennikarz i lekarz, wolnomularz,
- Lyon Playfair – szkocki polityk i naukowiec,
- Alex Salmond – pierwszy minister Szkocji i szef Szkockiej Partii Narodowej,
- John Sawers – szef MI6,
- Catherine Stihler – brytyjska polityk, posłanka Parlamentu Europejskiego V, VI i VII kadencji,
- James Wilson – jeden z Ojcowie założyciele Stanów Zjednoczonych,
- Hikmat Abu Zayd – pierwsza egipska członkini rządu,
- Robert F. Thompson – amerykański senator.

### Środowiska akademickie i naukowcy
- Adam Bromke - Politolog,
- Edward Jenner – odkrywca, szczepień ochronnych przeciw ospie,
- James Gregory – szkocki astronom i matematyk, projektant Teleskopu Gregory’ego,
- John Napier – matematyk, odkrywca logarytmów,
- Alan MacDiarmid – nowozelandzki chemik, noblista,
- James W. Black – farmaceuta, noblista za odkrycie propranololu[6],
- Walter Norman Haworth – chemik, noblista,
- John Arbuthnot – lekarz, satyryk i pisarz,
- Kay Redfield Jamison – amerykańska psycholog kliniczna,
- Adam Ferguson – ekonomista,
- Russell Kirk – teoretyk polityki,
- Geoffrey Wallis Steuart Barrow – mediewista,
- Lionel Harry Butler – rektor Royal Holloway, University of London,
- Narendra Patel – kanclerz University of Dundee
- Fiona Hukula – antropolożka, działaczka na rzecz praw kobiet z Papui-Nowej Gwinei

### Duchowni
- George Buchanan –  szkocki humanista, historyk, poeta, satyryk,
- Patrick Hamilton – męczennik szkockiej reformacji,
- Alexander Henderson – teolog,
- John Knox – przywódca szkockiej reformacji,
- Andrew Melville – teolog i reformator religijny,
- John Witherspoon – jeden z ojców – założycieli Stanów Zjednoczonych.

### Pisarze, dziennikarze i aktorzy
- Bertie Forbes – założyciel czasopisma Forbes,
- Robert Ayton – poeta,
- Crispin Bonham-Carter – aktor,
- Gavin Douglas – biskup, poeta i tłumacz,
- William Dunbar – poeta,
- Bruce Marshall – pisarz,
- Ian McDiarmid – aktor,
- Michał Piękoś –  dziennikarz,
- Alastair Reynolds – pisarz,
- Fay Weldo – pisarka feministyczna,
- Archibald Constable – publicysta, pisarz,
- Andrew Lang – poeta.

## Uniwersytet w rankingach

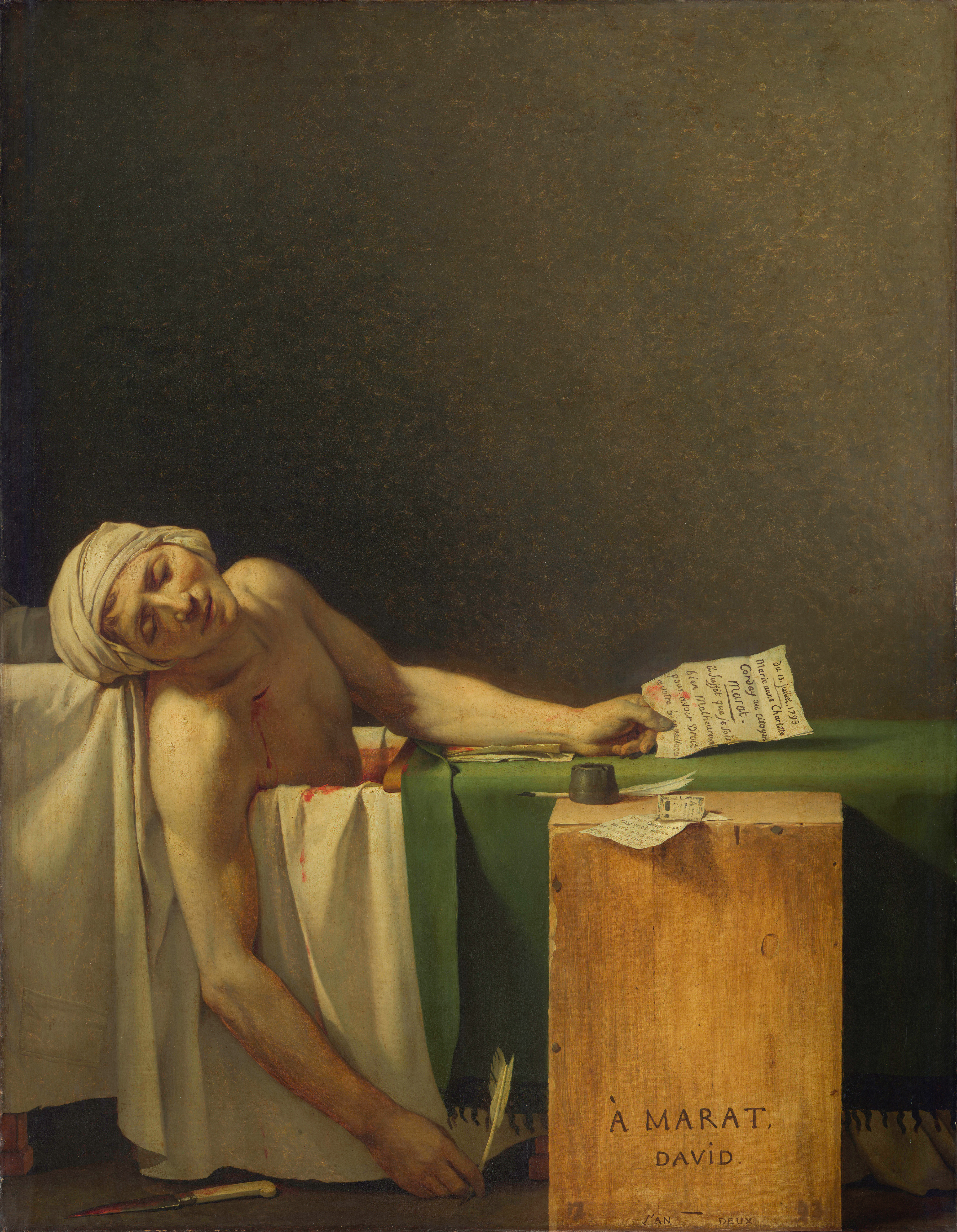
Śmierć Marata, obraz francuskiego malarza Jacques-Louis Davida z 1793 roku

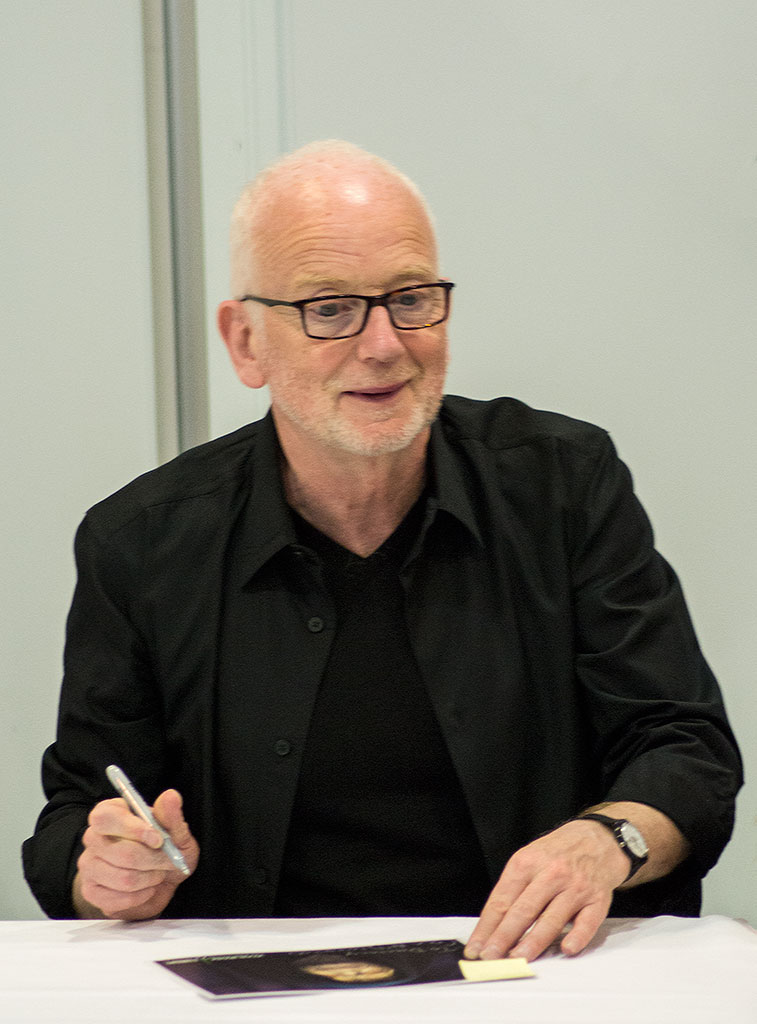
Ian McDiarmid

|                               | 2021 | 2020 | 2019 | 2018 | 2017 | 2016 | 2015 | 2014 | 2013 | 2012 | 2011 | 2010 | 2009 | 2008 | 2007 | 2006 | 2005 |
| ----------------------------- | ---- | ---- | ---- | ---- | ---- | ---- | ---- | ---- | ---- | ---- | ---- | ---- | ---- | ---- | ---- | ---- | ---- |
| Times Good University Guide   |      | 3.   | 3.   |      |      |      |      |      |      |      | 4.   | 4.   | 5.   | 5.   | 20.  | 7.   | 9.   |
| Guardian University Guide     |      | 2.   | 3.   | 3.   | 3.   | 3.   | 3.   | 4.   | 4.   | 3.   | 4.   | 3.   | 5.   | 4.   |      | 43.  | 11.  |
| Sunday Times University Guide |      |      |      |      |      |      |      |      |      |      | 7.   | 5.   | 5.   | 6.   | 10.  | 14.  | 14.  |
| Complete University Guide     | 3.   | 3.   | 5.   | 3.   | 5.   |      |      |      |      | 6.   | 6.   | 7.   | 7.   | 5.   |      |      |      |
| QS World University Rankings  | 96.  | 100. | 97.  | 92.  | 77.  | 68.  | 88.  | 83.  |      | 93.  |      |      |      |      |      |      |      |

## Związki ze Stanami Zjednoczonymi
Uniwersytet łączą silne związki historyczne ze Stanami Zjednoczonymi. James Wilson, John Witherspoon oraz Benjamin Franklin ojcowie-założyciele Stanów Zjednoczonych, sygnatariusze Deklaracji Niepodległości Stanów Zjednoczonych ukończyli studia na Uniwersytecie St.Andrews.

## Związki z Polską
W uniwersyteckim St Mary’s College kształcił się w latach 1623-25 przyrodoznawca, historyk, filozof, pedagog, lekarz, pisarz Jan Jonston. 
28 lutego 1941 doktorat honorowy prawa otrzymał gen. Władysław Sikorski.